# Поєдинок в горах
«Поєдинок в горах» (азерб. «Dağlarda döyüş») — радянська кримінальна драма з елементами бойовика і пригод 1967 року, знята на кіностудії «Азербайджанфільм». Режисер — Кяміль Рустамбеков.

## Сюжет
У військово-патріотичному фільмі описується життя прикордонників у звичайній повсякденній діяльності. Основною темою сюжету є любов прикордонників до своїх батьків і батьківщини, обов'язок служити вітчизні. Фільм присвячений часам Другої Світової війни.

## У ролях
- Шахмар Алекперов — Фаррух (російський дубляж: Володимир Ферапонтов; російський дубляж: Геннадій Юдін)
- Рза Афганли — Сархан (внутрішній дубляж: Юсіф Велієв; російський дубляж: Микола Граббе)
- Мовсун Санані — Гамбар (російський дубляж: Костянтин Тиртов)
- Офелія Санані — Хіжран (російський дубляж: Таїсія Литвиненко)
- Станіслав Ковтун — майор Назаров (російський дубляж: Едуард Ізотов)
- Камал Худавердієв — старший лейтенант Рахімов (російський дубляж: Едуард Бредун)
- Іван Переверзєв — полковник (внутрішній дубляж: Алі Зейналов)
- Володимир Колокольцев — Олег (внутрішній дубляж: Рафік Азімов; російський дубляж: Анатолій Голик)
- Сулейман Алескеров — майор Поладов
- Аббас Рзаєв — Файзі (російський дубляж: Павло Шпрингфельд)
- Мелік Дадашев — правопорушник (російський дубляж: Віктор Файнлейб)
- Етайя Алієва — дружина Гамбара
- Гейдар Шамсізаде — епізод
- Юрій Музиченко — епізод
- Володимир Бреус — епізод
- Ахмед Ахмедов — контрабандист
- Ісмаїл Ісаєв — епізод
- Юсіф Велієв — співробітник міліції (внутрішній дубляж: Амилет Ханизаде)

## Знімальна група
- Оригінальний текст: Ахмедага Муганли
- Режисер-постановник: Кяміль Рустамбеков
- Оператор-постановник: Тейюб Ахундов
- Монтажер-постановник: А. Клебанова
- Художник-постановник і художник по костюмам: Мамед Гусейнов
- Художник-гример: Тельман Юнусов
- Художник-фотограф: Юрій Сазонов
- Композитор: Джахангір Джахангіров
- Звукооператор: Азіз Шейхов
- Оркестр: Симфонічний оркестр Комітету кінематографії при Раді міністрів СРСР
- Диригент: А. Ройтман
- Вокал: Октай Агаєв
- Другий режисер: Мамед Алілі
- Асистенти режисера: Ашраф Мамаєв, Т. Мамедов, Абдул Махмудов
- Асистенти оператора: Сардар Велієв, Ш. Залов
- Асистент монтажера: М. Баламса
- Асистент художника: А. Мусаєв
- Оператор комбінованих зйомок: Тейюб Ахундов
- Художник комбінованих зйомок: Мірза Рафієв
- Консультанти: М. Песков (генерал-майор), С. Баранов (полковник)
- Редактор: Ю. Векілов
- Директор фільму: С. Бейязов